# Burg Ehrenstein (Thüringen)

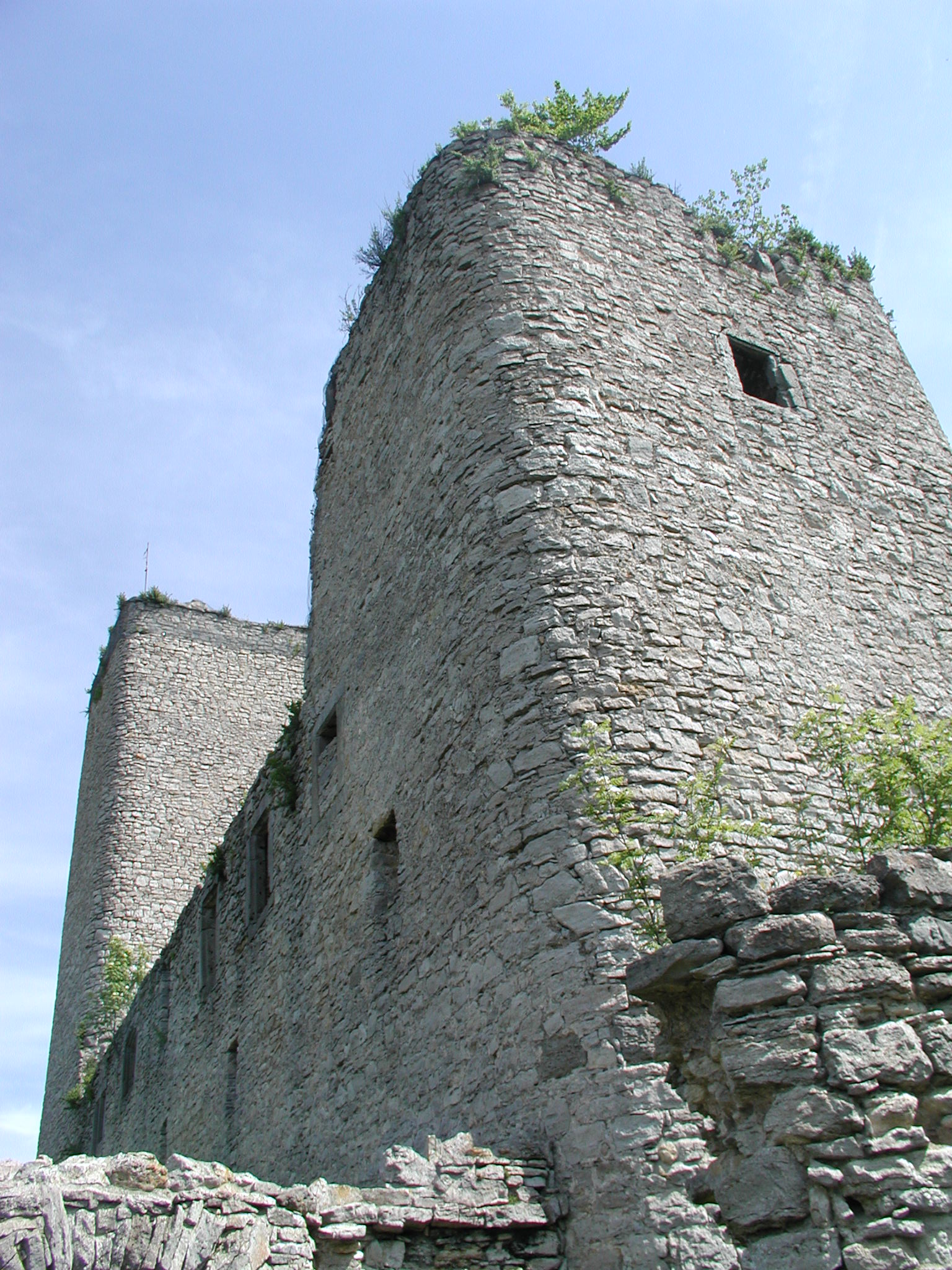
Burg Ehrenstein, Türme und Mauer

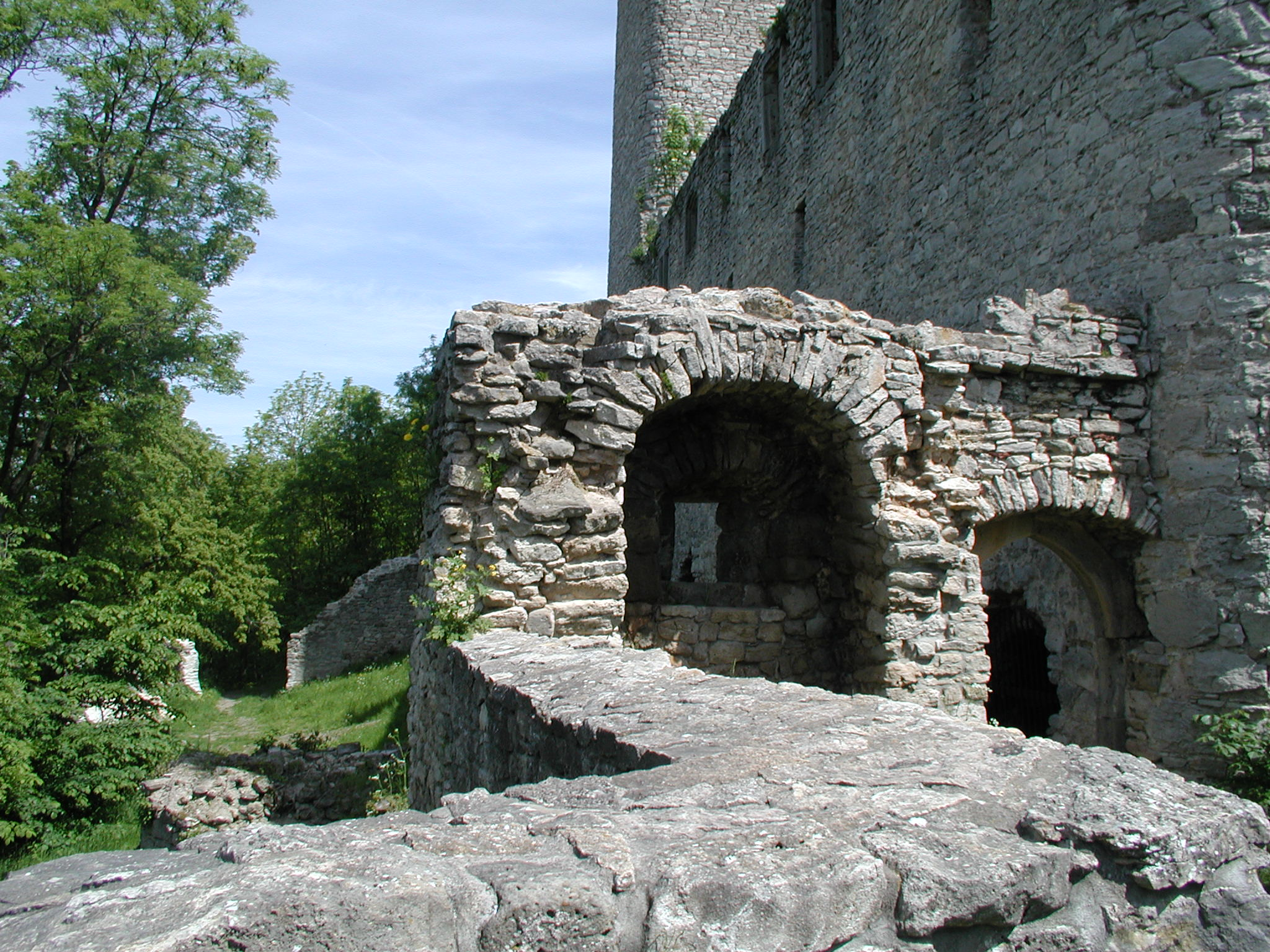
Burg Ehrenstein, Mauerreste

Die Burg Ehrenstein ist die Burgruine des ehemaligen Grafenschlosses oberhalb von Ehrenstein, einem Ortsteil der Stadt Stadtilm, im Ilm-Kreis in Mittelthüringen. Die Ruine der Höhenburg liegt bei 420 m ü. NN auf dem westlichen Ausläufers eines Muschelkalk-Felsensporns, des Buchenbergs.

## Anlage
Die Anlage ist rund 36 Meter lang und meist rund 11 Meter breit, an der schmalen Westseite jedoch nur rund 8 Meter. Am westlichen Ende des Palas stehen die Überreste eines viereckigen Turms. Ob es tatsächlich ein Turm war, ist umstritten, da sich im Palasinneren keine Reste der abschließenden Turmmauer finden. Am östlichen Ende des Palas schließt sich der gut erhaltene, massive Bergfried an, der in besonders solider Weise erbaut wurde. Dieser hat die Ausmaße 7,0 × 10,5 Meter, Mauerstärke 1,7 – 2,5 Meter und ist 25 Meter hoch. Im unteren Teil sind die Mauern bis zu 2,5 Meter dick. Der Zugang zum Turm erfolgte über die Wohnräume im obersten Stock des Mittelbaus. An der Südseite des Bergfriedes, ist noch der kunsthistorisch wertvolle Auslass eines im Bergfriedinneren befindlichen Aborterkers („interner Aborterker“) gut erhalten. Die äußere Umfassungsmauer des Zwingerbereiches ist rund 13 Meter hoch. Der Palasbau wird in seinem Innern durch eine Mauer in zwei Wohnteile geteilt. Der Palas ist vier Stockwerke hoch. Die Mauern im Untergeschoss sind bis zu 2,5 Meter dick. Darüber hinaus sind noch Überreste von vorgelagerten Verteidigungsanlagen vorhanden, so eine Ringmauer mit Schießscharten im Bereich eines internen Tores am Bergfried, und insgesamt drei Rundbastionen. Im Westen, Süden und Osten führt sie direkt am Rand der Felskuppe entlang, im Norden, wo das Gelände weniger steil abfällt, scheint sie die Vorburg und einen Wirtschaftshof umfasst zu haben. Im Nordwesten wurde nach dem Abstürzen eines Teils der Ringmauer eine kurze Mauer mit zwei Rundbastionen angelegt. Gegen den nach Osten höher ansteigenden Buchenberg wurde die Burganlage durch einen Graben und einen weiteren Wall abgeschirmt.
Die Burg weist bauliche Ähnlichkeiten mit der Ehrenburg und Burg Liebenstein auf, die sich ebenfalls im Ilm-Kreis befinden.

## Baugeschichte
Die heute vorhandenen Mauerreste stammen mehrheitlich aus einer Bauphase im 14. Jahrhundert. Es gibt allerdings Hinweise darauf, dass die Burg im 12. Jahrhundert angelegt wurde und bereits vorher eine schwächere Befestigung existierte.
Vermutlich befand sich die Burg von Anfang an in Besitz der Grafen von Schwarzburg. 1275 ging sie in den Besitz der Blankenburger Linie über. Ein großer Ausbauschub fällt in die Mitte des 14. Jahrhunderts, als Graf Günther VVVIII. kaiserlicher Hofmeister und Hofrichter war und seine Familie einen Höhepunkt ihrer Bedeutung erlebte. Dennoch war Burg Ehrenstein wahrscheinlich immer nur kurzzeitig der Wohnort des jeweiligen Fürsten, sie diente als Grenzfeste gegen die Grafen von Gleichen. Im Rahmen des Schwarzburgischen Hauskriegs und des Sächsischen Bruderkriegs wurde die Burg 1448 belagert und eingenommen. Vermutlich handelte es sich dabei um den einzigen Kriegsakt, der sich auf der Burg abspielte. Unter Wolf I. gab es in der ersten Hälfte des 16. Jahrhunderts noch ein paar Umbauten, bevor die Burg 1587 verpfändet wurde und ab diesem Zeitpunkt zusehends verfiel.
Als die Burg 1610 in schwarzburg-rudolstädtischen Besitz zurückkam, war sie in einem schlechten Zustand: Fenster und Metallteile fehlten, Dächer und Mauern waren schadhaft, der Ziehbrunnen mit Schutt gefüllt. Die Burg war zu diesem Zeitpunkt unbewohnt. Lediglich das Vorwerk diente als Sitz des Amtmannes für das Amt Ehrenstein. 1645 wurde das Hauptgebäude in Stand gesetzt, um es als Amtsschreiber-Wohnung zu nutzen. Auf diesen Zeitpunkt datiert auch die erste genauere Beschreibung der Burganlage: Der Eingang zum Burghof lag im Nordwesten. Durch ihn kam man zuerst an mehreren Wirtschaftsgebäuden (Pferdestall, Backhaus) vorbei, bevor man zum Hauptgebäude gelangte, dessen oberstes Stockwerk die Amts- und Wohnräume des Schreibers beherbergte. Welche der beschriebenen Gebäude älter waren und welche erst 1645 angelegt wurden, lässt sich nicht mehr genau sagen. Vermutlich wurde der Eingang im Nordwesten erst um diese Zeit angelegt, da man die Burg zuvor durch ein Portal im Norden betrat.
Bereits 1661 wurde die Kanzlei wieder in das Vorgebäude verlegt, 1686 wurde das Dach des Haupthauses noch einmal repariert, doch schon 1692 wurde das Schloss vollkommen geräumt. In der Mitte des 18. Jahrhunderts wurde der Dachstuhl komplett abgerissen, um das Baumaterial wiederzuverwerten.
Ende des 18. Jahrhunderts setzte ein Umdenken ein. Zunächst wurde der Burgberg durch Baumpflanzungen verschönert und auf der Südseite ein neuer Weg zur Burg angelegt. Ein Pavillon wurde gebaut und der Ostturm als Aussichtspunkt mit Leitern und Plattformen besteigbar gemacht. Um 1900 gründete sich eine Burggemeinde zur Pflege der Ruine. Sie setzte unter anderem eine Stube des Haupthauses wieder soweit in Stand, dass in ihr Versammlungen stattfinden konnten. Der Heimat- und Mundartdichter Hugo Greiner verfasste 1903 zahlreiche literarische Werke, die rund um die Burgruine Ehrenstein und das Dorf Ehrenstein spielen: „Der Sang von Ehrenstein“, „Das Gänseliesel von Ehrenstein“ und „Die Hexe“.
Es erfolgen weiterhin fortlaufende Reparaturarbeiten an der Ruine. Ende des 20. Jahrhunderts folgen weitere.
1995 erfolgte die Übertragung in die Stiftung Thüringer Schlösser und Gärten.